# 丸山邦雄

丸山邦雄の銅像（『丸山邦雄先生』、長野県飯山市、飯山駅前、国画会彫刻部会会員・猪瀬清四朗制作）

丸山 邦雄 （まるやま くにお、1903年〈明治36年〉6月2日 - 1981年〈昭和56年〉10月17日）は、日本の経済学者、社会運動家、明治大学教授。
終戦直後、安全の確保や飢餓、流行病に苦しむ旧満洲在留邦人救済のため新甫八朗、武蔵正道らとともに日本国政府や連合国軍最高司令官総司令部(GHQ)などとの交渉や働きかけに奔走。旧満洲に取り残された旧満洲在留邦人の祖国引揚げ（葫芦島在留日本人大送還）に貢献する。（170万人のうち実際に引き揚げできた者は約105万人とされる ）。

## 略歴

### 生れと教育
長野県下水内郡柳原村（現 飯山市）に生まれる。旧制高校卒業と同時に明治大学法科に入学、法律を学ぶ。
1930年（昭和5年） 明治大学卒業。渡米留学し、ピュージェットサウンド、ジョージ・ワシントン、コロンビア
の各大学にて政治経済学を専攻してBA、MAの学位を取得した。1937年（昭和12年）離米し、欧州諸国を歴訪する。1938年（昭和13年）に帰国。

### 満洲国で
その後渡満し、鞍山市に本社がある昭和製鋼所本社（鉄鋼大手）（満洲製鉄株式会社）に入社、調査、報道及び社員教育を担当。

### 満洲同胞百万人の引き揚げへ努力
1945年（昭和20年）終戦直後、当時42歳の丸山は、新甫八朗（当時32歳）、武蔵正道（当時24歳）らとともに全満カトリック教会管長・大連カトリック教会 レイモンド・レイン司教、全満日本人会長 高碕達之助らの協力のもと、高碕からの日本政府宛の密書を携え、1946年（昭和21年）3月9日、危険を冒しながらも密かに満洲を脱出し、海路にて同年3月13日、山口県仙崎に上陸を果たす。在満同胞救済代表として上京、ラジオ放送や日本各地において在満同胞救済の世論喚起や演説を行う。
その一方で英語に堪能な丸山は、ローマ法皇庁使節 ポール・マレラ大司教、楢橋内閣書記官長、幣原首相 、GHQ副官ヒューラ大佐、GHQ最高司令官ダグラス・マッカーサーの相談役であるパトリック・バーン神父、さらには、当時「マッカーサー元帥と天皇陛下には、話しかけてはいけない」と言われたそのマッカーサー本人、吉田茂外相（のち首相）、佐藤栄作鉄道総局長官(のち首相)ら、数多くの日米欧要人と直接面会。救出への交渉や働きかけを行い、終戦から8ヶ月後の1946年（昭和21年）4月、安全の確保や飢餓、流行病に苦しむ旧満洲に取り残された170万日本人同胞の脱出・祖国引き揚げ実現に結びつける（実際に引き揚げできた者は、約105万人とされる）。

### 大学教育に尽力
1952年（昭和27年） 母校明治大学の講師（生田キャンパス（農学部）では経済学と英語、駿河台キャンパス（文学部）では英語を担当）となる。1953年（昭和28年）新設の明治大学経営学部の講師（経済学、英語）次いで教授に就任。1964年（昭和39年）同大学より研究視察のため欧米に派遣され、イギリスグラスゴー、エディンバラ両大学にて経済学及び経済学史の研究を行う。この間、明治大学の民主化にも尽力。1969年（昭和44年）、定年制により明治大学兼任講師、同年帝京大学専任教授に就任。
本邦政経研究会長、日米協会、国際善隣倶楽部正会員。
1981年（昭和56年）10月17日に逝去（78歳）。

## 個人生活
米国 ピュージェットサウンド大学 、在籍時に日系2世の女性Mary Takeda（武田万里子）と知り合い、後に結婚。両人とも、クリスチャン。四男二女（子息ポール・マルヤマを含む）をもうける。

## NHK-TV特集ドラマ『どこにもない国』
丸山邦雄の生涯がNHK-TV特集ドラマ『どこにもない国』（主演：内野聖陽）となり、2018年3月24日、31日夜9時に放映された。

## 主要著書・論文
- 『在滿同胞を救へ』公民教本社、1946年6月
- 『ユートピアをめざして　アジアの曙- 死線を越えて』しなの出版、1970年
- 『なぜコロ島を開いたか 在満邦人の引揚げ秘録』永田書房、1970年[20]
- 『経済学要論』文雅堂銀行研究社、1971年
- 『欧米経済史要論』多賀、1976年
- "The Swan of Avon"
- "An Inquiry into Japan's Characteristic of Population Problem" Edited
- "Elements of Economics"  by  Alfred Marshall

などがある。
子息、丸山邦昭の著書：
- ポール・邦昭・マルヤマ著『満州 奇跡の脱出』（柏艪舎、2011年）　ISBN：978-4-434-16055-4
- 原著：Paul K. Maruyama, "Escape from Manchuria" (iUniverse、2009) ISBN 9781450205818 (ハードカバー) & 9781450205795 (ペーパーバック) (英文)